# Johan Alexander Inberg
Johan Alexander Inberg, född 24 juni 1844 i Björneborg, död 7 februari 1909 i Helsingfors, var en finländsk pianotillverkare och harmoniumtillverkare i Helsingfors.

## Biografi
Inberg föddes 24 juni 1844 i Björneborg. Han studerade vid Kungliga Musikaliska Akademien i Stockholm. 1877 startade han ett pianomagasin i Helsingfors. Inberg dog 7 februari 1909 i Helsingfors.